# Celestus anelpistus
Celestus warreni là một loài thằn lằn trong họ Anguidae. Loài này được Schwartz, Graham, & Duval mô tả khoa học đầu tiên năm 1979.